# Emma Morosini
Emma Morosini (Castiglione delle Stiviere, 8 gennaio 1924 – Castiglione delle Stiviere, 10 settembre 2020) è stata una scrittrice italiana.
Pellegrina cattolica, raccolse le esperienze dei suoi viaggi in alcuni libri, scritti tutti durante la vecchiaia.

## Biografia
Nei suoi ultimi 23 anni, come ringraziamento alla Madonna dopo un'importante operazione chirurgica subìta quando ne aveva 67, raggiunse a piedi e in solitaria - accompagnata solo da un piccolo trolley - tutti i più importanti santuari del mondo (tra i quali Lourdes, Guadalupe, Fatima, Siracusa, Aparecida, Pontmain, Loreto, Częstochowa, San Giovanni Rotondo, Santiago, Gerusalemme), compiendo circa 30.000 chilometri.
Nel 2015 incontrò papa Francesco a Roma.
L'ultima meta raggiunta fu il santuario di Nostra Signora di Luján, a Luján, in Argentina, dopo aver percorso 1200 chilometri: era partita il 27 dicembre 2016 dalla Provincia di Tucumán.
È morta il 10 settembre 2020 a causa di un tumore allo stomaco.

## Pubblicazioni
- Emma Morosini, Pellegrina d'eccezione 1300 km a piedi, 2013.
- Emma Morosini e Andrea Ligabue, L'amore si fa strada, 2017.
- Emma Morosini, Da Castiglione a Jasna Gòra. Va' pellegrino, 2018
- Emma Morosini, Vovò Emma. In pellegrinaggio tra Messico e Brasile, 2019